# Kolpachevo
Kolpachevo (en russe : Колпашево) est une ville de l'oblast de Tomsk, en Russie, et le centre administratif du raïon Kolpachevski. Sa population s'élevait à 23 188 habitants en 2013.

## Géographie
Kolpachevo est située sur la rive droite de l'Ob, à 270 km au nord de Tomsk. 

## Histoire
Un village nommé Kolpachevo a existé là depuis le début du XVIIe siècle. Aux XVIIe et XVIIIe siècles, Kolpachevo a vu le passage de l'ambassade russe en Chine puis de l'expédition de Vitus Béring au Kamtchatka. Kolpachevo reçut le statut de commune urbaine en 1933, puis celui de ville en 1938. 
À Kolpachevo, en mai 1979, les rives de l’Ob furent attaquées à leur base par le fleuve grossi par la fonte des neiges. La terre et le sable emportés par les eaux mirent au jour une masse de squelettes humains mais aussi des centaines de corps empilés et momifiés par le froid et le sable sec dans lesquels ils se trouvaient. Au total plus d'un millier de cadavres. Il s’agissait de victimes des Grandes Purges de 1937-1938 et le site était situé à l'emplacement occupé à l'époque par le quartier général du NKVD de la région. Certains corps purent être identifiés par des habitants de Kolpachevo. Ils portaient les mêmes vêtements et chaussures que le jour de leur arrestation et les marques de leur exécution par balle : un ou deux trous dans la tête. Alertés, les responsables locaux du KGB et du parti communiste s'efforcèrent de faire disparaître toute trace du charnier, mais beaucoup de corps avaient été emportés par le fleuve et les témoins furent nombreux.

## Population
Recensements (*) ou estimations de la population
| 1897* | 1926* | 1939*  | 1959*  | 1970*  | 1979*  |
| ----- | ----- | ------ | ------ | ------ | ------ |
| 700   | 1 400 | 15 182 | 22 595 | 24 911 | 28 581 |

| 1989*  | 2002*  | 2006   | 2010*  | 2012   | 2013   |
| ------ | ------ | ------ | ------ | ------ | ------ |
| 31 319 | 28 441 | 26 298 | 24 124 | 23 499 | 23 188 |